# Glaucidium sanchezi
El mochuelo tamaulipeco, tecolote tamaulipeco o tecolotito tamaulipeco (Glaucidium sanchezi) es una especie de búho de la familia Strigidae, endémica de México. Es uno de los búhos más pequeños del mundo con una longitud de 13,5 cm. Sin embargo, con un peso de 53 gramos, es un poco más pesado que el mochuelo peludo y el mochuelo de los saguaros. Su hábitat natural consiste de bosque montano húmedo subtropical y tropical.